# 小行星2704
小行星2704（2704 Julian Loewe）是一颗围绕太阳公转的小行星。1979年6月25日，舒爾特·巴斯、埃莉諾·赫琳在赛丁泉山发现了此天体。
該小行星以美國新聞記者朱利安·羅威（Julian Loewe）命名。
这颗小行星的绝对星等为253.03100等。